# ایان کلهن
ایان رابرت کلهن ((به انگلیسی: Ian Robert Callaghan) زادهٔ ۱۰ آوریل ۱۹۴۲) بازیکن فوتبال اهل انگلستان که سابقهٔ بازی در تیم ملی فوتبال انگلستان را در کارنامهٔ خود دارد. وی در تاریخ ۲۶ ژوئن ۱۹۶۶ نخستین بازی ملی خود را در مقابل تیم ملی فوتبال فنلاند انجام داد و با حضور در ۴ بازی ملی، در تاریخ ۱۲ اکتبر ۱۹۷۷ واپسین بازی ملی‌اش را در برابر تیم ملی فوتبال لوکزامبورگ برگزار کرد.